# Lipina (Olomouc)
Lipina é uma comuna checa localizada na região de Olomouc, distrito de Olomouc.